# Człowiek z Wysokiego Zamku
Człowiek z Wysokiego Zamku (tyt. oryg. The Man in the High Castle) – powieść science fiction Philipa K. Dicka z 1962 roku, nagrodzona Nagrodą Hugo w roku 1963. W Polsce wydana po raz pierwszy w 1981 przez Spółdzielnię Wydawniczą „Czytelnik” w serii „Z kosmonautą” w tłumaczeniu Lecha Jęczmyka, potem wielokrotnie wznawiana.
Dzieło należy do gatunku historia alternatywna. W powieści przeplatają się trzy równoległe światy: świat powieści Dicka, świat stworzony przez występującego w książce pisarza – Hawthorne’a Abendsena (autora Utyje szarańcza) – oraz – przez chwilę – nasz świat.

## Fabuła
Akcja powieści rozgrywa się w drugiej połowie XX wieku alternatywnego świata na Zachodnim Wybrzeżu w Stanach Zjednoczonych. Po przegranej drugiej wojnie światowej ta część Ameryki znalazła się w japońskiej strefie wpływów politycznych. Świat rządzony jest przez zwycięskie państwa Osi, natomiast przedstawiciele podbitych narodów w większości pełnią rolę służących. USA znajdują się częściowo pod okupacją niemiecko-japońską, środkowe Stany są strefą buforową, zależną od obu mocarstw. Europa i Afryka zostały podbite przez Rzeszę, a Rosjanie (i inni Słowianie) zepchnięci za Kaukaz. Popularna (choć zakazana w Rzeszy) książka Abendsena Utyje szarańcza (w oryg. The Grasshopper Lies Heavy, tytuł pochodzi z księgi Koheleta) przedstawia alternatywną historię świata, w której państwa Osi przegrały (w roku 1948), Roosevelt nie wystartował po raz trzeci w wyborach, Churchill nadal (w roku 1962) rządzi Wielką Brytanią, a USA utrzymują stosunki handlowe z Chinami Czang Kaj-szeka.
Pisząc powieść, Dick posługiwał się chińską Księgą Przemian Yijing. Także bohaterowie powieści – Frank, Juliana oraz pan Tagomi sięgają po nią, podejmując decyzje. Ten element fabuły stanowi część wspólną pomiędzy światami, księga pozwala zrozumieć otaczającą rzeczywistość. To dzięki niej Juliana dostrzega, że egzystuje w nierealnym świecie.
W powieści przewija się motyw prawdy i fałszu, trudności w ich rozdzieleniu: pojawiają się sfałszowane antyki, kilka osób występuje pod przybranymi nazwiskami. Sam „Wysoki Zamek”, w którym według plotek mieszka Abendsen, jest tylko wygodną fikcją. Prawdę można dostrzec tylko w zmienionym stanie świadomości (chory pan Tagomi), zna ją także Yijing – ale tylko Juliana jest skłonna uwierzyć, że świat, w którym żyje, nie jest prawdziwy.